# Campeón de Campeones 1989-90
El Campeón de Campeones 1989-90 fue la XXXVII edición del Campeón de Campeones que debió enfrentar al campeón de la Liga 1989-90 y al campeón de la Copa México 1989-90 . Al ser el Puebla Fútbol Club el campeón, tanto del Campeonato de Liga como del de Copa, se le adjudicó el trofeo sin disputar el partido, siguiendo la norma existente.

## Información de los equipos
| Puebla |  |  |  | Campeón de la Primera División de México (1989-90) |
| Puebla |  |  |  | Campeón de la Copa México (1989-90)                |

| Campeón de Campeones 1989-90 |
| ---------------------------- |
|                              |
| Puebla                       |
| 1° Título                    |